# کارکنان خیابانی
کارکنان خیابانی (ایتالیایی: Le impiegate stradali) یک فیلم کمدی سکسی سبک ایتالیایی به کارگردانی ماریو لاندی است که در سال ۱۹۷۶ منتشر شد.

## گزیدهٔ بازیگران
- فمی بنوسی
- ماریزا مرلینی
- دانیلا جوردانو
- جانی دئی
- تونی اوچی
- ماری‌آنجلا جوردانو